# Die Toten von Salzburg – Süßes Gift
Die Toten von Salzburg – Süßes Gift ist ein österreichischer Fernsehfilm der Krimireihe Die Toten von Salzburg aus dem Jahr 2024 von Erhard Riedlsperger. Die Veröffentlichung auf ORF On und in der TVthek sowie die Erstausstrahlung auf ORF 2 erfolgte am 4. Jänner 2024, die Erstausstrahlung im ZDF am 21. Februar 2024.

## Handlung
Im Salzburger Hotel Menuett verkünden die Salzburger Landtagspräsidentin Susanne Zirner und der bayrische Energieminister Josef Wittmann im Rahmen einer Pressekonferenz die Energiewende mit Biogas. Unternehmer Gustav „Nussi“ Nussbaumer soll diese mit seiner neuen Biogasanlage vorantreiben. Im Publikum befinden sich neben Hauptkommissar Mur als verdeckter Personenschutz für Wittmann auch Hofrat „Alfi“ Seywald, ein Schulfreund von Nussbaumer, und Seywalds Ehemann René Kleist.
Nachdem Wittmanns Chauffeur Seestätter vor allen Anwesenden tot aus der Limousine fällt, nehmen der Hauptkommissar Mur und dessen Salzburger Kollegin Irene Russmeyer die Ermittlungen auf. Das Opfer wurde vergiftet, möglicherweise mit einer Mozartkugel. Elisabeth Hemetsberger, die PR-Mitarbeiterin der Landtagspräsidentin, hatte laut Stubenmädchen zuvor ein Schäferstündchen mit dem Chauffeur. Mur vermutet, dass nicht Energieminister Wittmann das eigentliche Ziel war, sondern der gehörnte Ehemann von Elisabeth Hemetsberger den Chauffeur aus Eifersucht ermordet hat. Elisabeth gibt zu, mit Seestätter seit drei Jahren eine Affäre gehabt zu haben. Sie hatten sich immer getroffen, wenn ihre Chefin und sein Chef Meetings hatten. Von der Affäre soll niemand etwas gewusst haben. Sie wollte sich von ihrem Mann scheiden lassen.
Nussbaumer wird unter anderem von Seywald und Hemetsberger als Förderer des Polizeisportvereins und der Hundestaffel gelobt. Auf den Fotos der Pressekonferenz ist die Antikapitalismus-Aktivistin Astrid Zehetner zu sehen, die dagegen auftritt, die Energieversorgung zu privatisieren. Sie war bei einer Bank angestellt, hatte dort aber nach eigenen Angaben gekündigt. Nachdem Mur bei Zehetner ein Sackerl öffnet, explodiert in seinem Gesicht ein Alarmpaket mit Farbe.
Zehetner hatte in fachfremden Kundenkonten herumgeschnüffelt, dabei hatte sie herausgefunden, dass Wittmann und Zirner seit drei Jahren jeden Monat 10.000 Euro von Nussbaumer erhalten hatten. Außerdem hatte Nussbaumer regelmäßig an eine aserbaidschanische Bank an den „Gasprinzen“ Boris Gorkinski gezahlt. Nussbaumer behauptet jedoch, mit Gorkinski schon lange nichts mehr zu tun zu haben. Gorkinski ist beim staatlichen aserbaidschanischen Energiekonzern für den Gashandel mit Österreich und Deutschland zuständig. Seit sechs Monaten hat er zusätzlich auch die deutsche Staatsbürgerschaft auf Empfehlung von Wittmann.
Nachdem zwei Personen vom Nachrichtendienst von Gorkinski in Salzburg auftauchen, fürchtet Nussbaumer, dass er, Wittmann und Zirner von diesen ausgeschaltet werden sollen. Bald darauf befindet sich Landtagspräsidentin Zirner aufgrund einer Vergiftung in akuter Lebensgefahr. Von Ober Wolfgang aus dem Kaffeehaus erfährt Russmeyer, dass die beiden Verdächtigen einen Flyer des Salzburger Marionettentheaters mit dem Trinkgeld liegen gelassen hatten. Bei einer Vorstellung von Peter und der Wolf werden die beiden vom Einsatzkommando Cobra überwältigt, das Gift wird in einer Marionette der beiden gefunden. Die beiden waren auch auf der Pressekonferenz und müssen aufgrund diplomatischer Immunität wieder freigelassen werden.
Von Nussbaumers Biogasanlage führt eine Leitung zum Gasspeicher Haidach. Von dort führt eine weitere Leitung retour, die von Zirner vor drei Jahren genehmigt wurde. Zirner und Wittmann hatten die Leitung Nussbaumer möglich gemacht und erhielten dafür monatlich von ihm seitdem 10.000 Euro. In Haidach wird auch von Aserbaidschan eingespeichert. Nussbaumer kauft billiges Erdgas aus Aserbaidschan über Haidach und verkauft es teuer als Biogas. Nussbaumer beschuldigt Wittmann, den Anschlag auf sich selbst fingiert und auch den Anschlag auf Zirner verübt zu haben. Wittmann wiederum beschuldigt Nussbaumer bezüglich der Vergiftung von Zirner. Auf Überwachungskameras des Marionettentheaters ist Wittmann zu sehen, wie er Eisenhut in den Marionetten der Aserbaidschaner versteckt. Zirner war für ihn und Nussbaumer ein Problem wegen ihres Alkoholproblems, beide hielten sie für instabil und damit für ein Risiko.
Laut Gerichtsmediziner Dr. Wächter wurde Chauffeur Seestätter mit Dieffenbachie vergiftet, Landtagspräsidentin Zirner jedoch mit Eisenhut. Nussbaumer wird wegen Mordversuchs an Zirner festgenommen, weil er der Einzige war, dem gegenüber Hofrat Seywald von einer Vergiftung des Chauffeurs mit Eisenhut gesprochen hat. Der Mann von Hemetsberger ist Gartenarchitekt und hätte damit das notwendige Wissen und ein Motiv. Als die Ermittler zu Frau Hemetsberger kommen, liegt ihr Mann tot am Boden. Er wusste, dass seine Frau kein Marzipan mag und hatte die Mozartkugeln vergiftet, weil sie ihn für Seestätter verlassen wollte. Elisabeth hatte das herausgefunden, in der Folge kam es zum Streit. Zur vermeintlichen Versöhnung bereitete sie ihm einen Tee zu. Elisabeth Hemetsberger wird schließlich von der Polizei festgenommen.

## Produktion

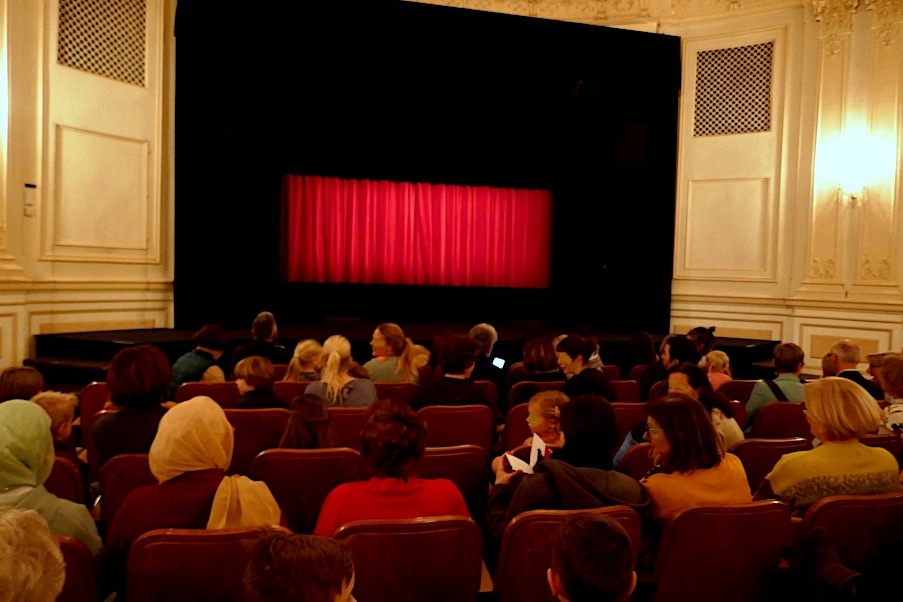
Einer der Drehorte: das Salzburger Marionettentheater

Die Dreharbeiten fanden von  Ende April bis Ende Mai 2023 in Salzburg und Umgebung statt. Gedreht wurde unter anderem am Mozarteum, bei der Kapitelschwemme, am Salzburger Marionettentheater und am Mönchsberg.
Produziert wurde der Film von der Satel Film (Produzent Heinrich Ambrosch), beteiligt waren der Österreichische Rundfunk und das ZDF, unterstützt wurde die Produktion vom Fernsehfonds Austria, dem Land Salzburg und der Stadt Salzburg. Der Film wurde nach der Richtlinie UZ 76 des Österreichischen Umweltzeichens für Green Producing umgesetzt, die vom Bundesministerium für Klimaschutz, Umwelt, Energie, Mobilität, Innovation und Technologie (BMK) vorgegeben ist. Als Green Consultant fungierte Marion Elisabeth Rossmann, als Producerin und Green Producing Beauftragte Astrid Hauss (Satel Film).
Die Kamera führte Kai Longolius, für das Casting zeichnete Nicole Schmied verantwortlich. Das Szenenbild gestaltete Michael Wiese, das Kostümbild Christoph Birkner, das Maskenbild Verena Morocutti und den Ton Axel Traun, Axel Schlögel und Yunus Çiçek.
Der Fall Florian Teichtmeister wurde nicht thematisiert, dessen Rolle Major Peter Palfinger wurde gestrichen und nicht nachbesetzt.

## Rezeption

### Kritiken
Karin Schütze titelte in den Oberösterreichischen Nachrichten: „Die Toten von Salzburg sind lebendiger denn je“. Liebevolle Details, Wortwitz und ihre spielfreudigen Darsteller machten einmal mehr den Charme aus. Dem Lob an die neue Kripo-Chefin vom Herrn Hofrat sei nichts hinzuzufügen: „Gut machen Sie das!“
Tilmann P. Gangloff vergab auf tittelbach.tv vier von sechs Sternen. Drehbuchautor Peter Koller setze auf Wortwitz und mitunter gar auf Slapstick. Neben der interessanten Geschichte, der ausgezeichneten Bildgestaltung, der guten Musik und der sehenswerten Inszenierung profitiere der Film davon, dass Fanny Krausz in die erste Linie gerückt ist.
Oliver Armknecht bewertete den Film auf film-rezensionen.de mit fünf von zehn Punkten. Die Folge sei besser, als man nach dem Rauswurf des Hauptdarstellers erwarten durfte. Hin und wieder werde der Krimi ganz amüsant. Allerdings sei hier einiges willkürlich, weshalb es am Ende nur für Durchschnitt reiche.
Elisa Eberle schrieb auf prisma.de, dass Drehbuchautor Peter Koller das gesellschaftspolitische Top-Thema Energiewende auf die für die Krimireihe typische humoristische Weise überspitze. So flögen die Spitzen zwischen Bayern, Österreichern, alten Männern und jungen Frauen munter durch die 90 Filmminuten. Erst als das Sondereinsatzkommando die Nachmittagsvorstellung des Salzburger Marionettentheaters stürmt, gehe der Spaß auf Kosten der Glaubwürdigkeit zu weit.

### Einschaltquoten
Die Erstausstrahlung im ORF am 4. Jänner 2024 sahen bis zu 770.000 Zuseher, der Marktanteil lag bei 27 Prozent.
In Deutschland sahen den Film bei Erstausstrahlung im ZDF 6,59 Millionen Personen, der Marktanteil betrug  25,7 Prozent.